# Луї Флох
Луї Флох (фр. Louis Floch, нар. 28 грудня 1948, Сен-Поль-де-Леон) — французький футболіст, що грав на позиції нападника.
Виступав, зокрема, за клуб «Монако», а також національну збірну Франції.

## Клубна кар'єра
У дорослому футболі дебютував 1965 року виступами за команду «Ренн», у якій провів чотири сезони, взявши участь у 93 матчах чемпіонату. 
Своєю грою за цю команду привернув увагу представників тренерського штабу клубу «Монако», до складу якого приєднався 1969 року. Відіграв за команду з Монако наступні три сезони своєї ігрової кар'єри. Більшість часу, проведеного у складі «Монако», був основним гравцем атакувальної ланки команди.
Згодом з 1972 по 1976 рік грав у складі команд «Париж» та «Парі Сен-Жермен».
Завершив ігрову кар'єру у команді «Брест», за яку виступав протягом 1976—1980 років.

## Виступи за збірну
У 1970 році дебютував в офіційних матчах у складі національної збірної Франції.
Загалом протягом кар'єри в національній команді, яка тривала 4 роки, провів у її формі 16 матчів, забивши 2 голи.